# 博熱達里夫卡 (鎮)
48°21′9″N 34°7′0″E / 48.35250°N 34.11667°E
博熱達里夫卡（羅馬化：Bozhedarivka），2016年前名為邵尔斯克或晓爾斯克，是位於烏克蘭中部的鎮，隶属于第聶伯羅彼得羅夫斯克州卡姆揚斯凱區博熱達里夫卡市鎮。該鎮始建於1881年，面積4.17平方公里，海拔高度158米，2013年人口2,862，人口密度每平方公里686人。